# Alberico da Barbiano
Alberico da Barbiano (ur. 1344, zm. 1409) – pierwszy włoski kondotier oraz dowódca kompanii San Giorgio.

## Życiorys
Urodził się w Barbiano di Cotignola (obecnie Emilia-Romania), jako syn Aldisio. Poślubił Beatrycze da Polenta z Rawenny, miał dwóch synów.
Doświadczenie wojskowe zdobywał pod okiem kapitana Johna Hawkwooda, biorąc udział w Wojnie ośmiu świętych. Wkrótce po tych wydarzeniach opuścił kompanię dowodzoną przez Johna Hawkwooda.
W 1378 walczył po stronie Bernabò Viscontiego przeciwko rodom Della Scala oraz Carraresi. W następnym roku zostaje wezwany przez Urbana VI do walki przeciwko antypapieżowi Klemensowi VII. W późniejszym okresie zostaje wmieszany w walkę o władzę pomiędzy Joanną I (oraz Ottem z Brunszwiku) a Karolem III z Durazzo, wspieranym przez Urbana VI.
Zmarł wiosną 1409 w drodze na spotkanie z królem w Città della Pieve (Umbria).
W 1930 marynarka wojenna Królestwa Włoch Regia Marina zwodowała lekki krążownik Alberico da Barbiano.